# Павелец, Богуслава
Богуслава Павелец (пол. Bogusława Pawelec; род. 1954) — польская актриса театра, кино и телевидения.

## Биография
Богуслава Павелец родилась 22 июня 1954 года в Гданьске. Актёрское образование получила в Киношколе в Лодзи, которую окончила в 1978 году. Дебютировала в театре в 1977 г. Актриса театра в Лодзи. Выступала в спектаклях «театра телевидения» в 1983—1993 гг. В 1978 году закончила актерский факультет в Лодзи. С этого времени её жизнь тесно связана с лодзинским театром им. Ярача, где она является ведущей актрисой. В 1997 году Богуслава Павелец была удостоена высшей театральной награды — «Золотой маски» — за роль Далуйи в спектакле «Борьба одиноких».

## Карьера
В кино снимается с 1977 года. Но, в основном, ролях второго плана. Самые известные её роли — это Чушка Ольковска в «Случае» Кшиштофа Кесьлёвского и Эмма Дакс в «Сексмиссии» Юлиуша Махульского.

## Личная жизнь
Богуслава Павелец замужем за актером того же театра Мачеем Малеком. У них есть сын.

## Избранная фильмография
- 1977 — Чистая хирургия / Czysta chirurgia
- 1978 — Свадьбы не будет / Wesela nie bedzie
- 1981 — Случай / Przypadek
- 1984 — Секс-миссия / Seksmisja
- 2001 — Туда и обратно / Tam i z powrotem
- 2001 — Любовные письма / Listy miłosne
- 2012 — Комиссар Алекс / Komisarz Alex

## Награды
- 2009 — Бронзовая медаль «За заслуги в культуре Gloria Artis».
- 2013 — Серебряный Крест Заслуги[1]
- 2018 — Золотой Крест Заслуги[2].
- 2018 — Серебряная медаль «За заслуги в культуре Gloria Artis»[3].